# Бекренево (Карабихское сельское поселение)
Бекренево — опустевшая деревня в Ярославском районе Ярославской области. Входит в состав Карабихского сельского поселения.

## География
Находится в восточной части Ярославской области на расстоянии приблизительно 9 км на юг-юго-запад по прямой от станции Ярославль.

## История
Деревня была отмечена еще на карте 1798 года. В 1859 году здесь (деревня Ярославского уезда Ярославской губернии) было учтено 8 дворов, в 1898 — 7, в 1941 — 8.

## Население
Численность населения: 54 человека (1859 год), 0 как в 2002 году, так и в 2010. По состоянию на 2020 год опустела.